# Фортеця перлини
«Фортеця перлини» (англ. The Fortress of the Pearl) — роман у стилі героїчного фентезі від британського письменника Майкла Муркока, виданий у 1989 році. Твір розповідає про одвічного воїна Елріка з Мельнібона. Другий том серії «Сага про Елріка».

## Сюжет
Чарівник-альбінос вирушив у подорож по світу. Через рівк він повернутися та вирішує одружитися зі своєю двоюрідною сестрою Циморилою, щоб спробувати повернути собі Рубіновий трон. У цей час Елрік знаходиться у місті Кварцхаасат, Місті Пісків. Захоплений місцевою знаттю, він повинен вирушити на пошуки легендарної перлини. Проте ніхто не впевнений чи існує перлина насправді. Проте якщо вона існує, то вона знаходиться в самому серці країни мрій...